# Lista de episódios de Cosmos: A Spacetime Odyssey
Esta é uma lista de episódios de Cosmos: A Spacetime Odyssey, ou seja, uma lista contendo informações sobre os treze episódios que compõem o documentário/série televisiva Cosmos: A Spacetime Odyssey, exibida originalmente no primeiro semestre de 2014. Todos os episódios foram roteirizados por Ann Druyan e Steven Soter e contam com cerca de 40 minutos de duração, diferentemente dos 50 minutos que eram o padrão da primeira versão da série.
| # | Título                                     | Título original                        | Diretor(es)   | Roteirista(s)             | Exibição original   |
| --- | ------------------------------------------ | -------------------------------------- | ------------- | ------------------------- | ------------------- |
| 01 | De Pé na Via Láctea                        | "Standing Up in the Milky Way"         | Brannon Braga | Ann Druyan e Steven Soter | 9 de março de 2014  |
| O primeiro episódio da nova série Cosmos se inicia com um trecho de áudio da primeira versão, no qual o Carl Sagan (1934-1996) diz: "(...) o cosmos é tudo o que existe, ou que já existiu ou que sempre existirá. Venha comigo!". Logo em seguida, o astrônomo Neil deGrasse Tyson (1958-), apresentador da nova versão, convida o telespectador a reviver a saga proposta por Sagan em 1980, quando a série foi televisionada pela primeira vez. Diversos elementos são retomados, como por exemplo a chamada "nave da imaginação" e o próprio local de filmagem da abertura da série. |                                            |                                        |               |                           |                     |
| 02 | Algo que as Moléculas são Capazes de Fazer | "Some of the Things That Molecules Do" | Bill Pope     | Ann Druyan e Steven Soter | 16 de março de 2014 |
| O episódio se inicia abordando as origens da domesticação dos cães, que talvez tenha sido o primeiro caso de seleção artificial, que transformou os lobos nos cães domésticos, fazendo um paralelo então com o caso da seleção natural no caso dos ursos polares e ursos pardos. Tyson aparece então no antigo carvalho no qual Carl Sagan se sentou no segundo episódio da primeira versão da série, em One Voice in the Cosmic Fugue. Ao redor dele, trata da evolução dos olhos. Tyson introduz o telespectador ao "Hall da Extinção" (Halls of Extinction), um local fictício que reaparecerá outras vezes ao longo da série e que reúne as cinco grandes extinções em massa pelas quais o planeta Terra atravessou, cada uma disposta num corredor distinto, bem como um sexto corredor ainda sem nome, retomado apenas no nono episódio da série. Aparecem, por exemplo, a extinção do Permiano-Triássico, que aniquilou os trilobitas e dimetrodontes; e a Extinção do Cretáceo-Paleogeno, que fez o mesmo em relação aos dinossauros. Fala então dos tardígrados, que teriam resistido a essas e às outras três extinções em massa. Fala da atmosfera de Titã e suas chuvas e metano e etano. Mais uma vez o episódio faz referência ao segundo episódio original, especulando sobre formas de vida capazes de viver em outros astros. Tyson realiza então uma viagem fictícia ao Mar de Kraken, o maior corpo líquido na superfície de Titã, o maior satélite natural de Saturno. Por fim, o episódio retoma a célebre animação da evolução da vida em 40 segundos exibida na série original, ao som do célebre Concerto para Bandolim, de Antonio Vivaldi. |                                            |                                        |               |                           |                     |
| 03 | Quando o Conhecimento Venceu o Medo        | "When Knowledge Conquered Fear"        | Brannon Braga | Ann Druyan e Steven Soter | 23 de março de 2014 |
| O episódio se inicia com a imagem de um bebê abandonado numa cesta, simbolizando a própria humanidade que, ao longo do processo evolutivo, esteve entregue à própria sorte. Contudo, com a ajuda da capacidade de reconhecimento de padrões, os seres humanos puderam entender os ciclos sazonais do planeta e utilizar o céu como um calendário. Tyson foca-se então à questão dos cometas e como eles receberam diferentes interpretações em diversos grupos distintos, quase sempre remetendo à ideia de desastres. Para os massai, significava fome; para os zulu, guerra; para os egape, doenças; para os jaga, varíola; para os luba, a morte de um líder. Já para os chineses, por exemplo, um cometa de três caudas calamidade para o Estado, enquanto um de quatro caudas uma epidemia iminente. Faz a ressalva dos falsos reconhecimentos de padrões. Fala de Jan Oort (1900-1992) e sua nuvem de Oort, bem como o fato de ele ter sido a primeira pessoa a medir corretamente a distância entre a Terra e o Sol. Após falar sobre os cometas de modo geral, Tyson fala do impacto da amizade entre dois grandes personagens da ciência no Ocidente: Edmond Halley (1656-1742) e Isaac Newton (1642-1727). Inicia-se então uma breve descrição da biografia de Halley, relatando o seu notório mapa estelar do hemisfério Sul, chamando a atenção da Royal Society e, consequentemente, seu curador Robert Hooke (1635-1703). Hooke e o arquiteto Christopher Wren (1632-1723), após o Grande incêndio de Londres que ocorreu dois anos após a passagem do cometa Halley, redesenharam a cidade de Londres. Mas a questão se impunha à época era a demonstração de uma lei que pudesse explicar o movimento dos astros. Robert Hooke afirmava ter a resposta, mas a demonstração só viria com Isaac Newton. O livro de Newton com a resposta, no entanto, teve que esperar para ser publicado, pois a Royal Society havia gasto quase todo seu orçamento anual com a publicação de História dos Peixes (De Historia Piscium). Foi então que Edmond Halley decidiu não apenas publicar a obra de Newton, mas bancar os custos de edição daquele que veio a se constituir uma das mais importantes obras da história da ciência moderna: Princípios Matemáticos da Filosofia Natural. Hooke alegava que Newton havia roubado suas ideias, mas nunca conseguiu provar a acusação. James Cook aferiu o trânsito de Vênus sobre o Sol, a fim de atestar a medição da distância entre a Terra e o Sol feita por Newton. Relata-se ainda Nicéforo Gregoras (1295-1360), astrônomo e monge bizantino.                           |                                            |                                        |               |                           |                     |
| 04 | Um Céu Cheio de Fantasmas                  | "A Sky Full of Ghosts"                 | Brannon Braga | Ann Druyan e Steven Soter | 30 de março de 2014 |
| Uma animação com um diálogo entre os astrônomos William Herschel (1738-1822) e seu filho John Herschel (1792-1871) abre o episódio. Tyson apresenta o calendário cósmico e o Big Bang, falando da teoria da gravidade descrita por Newton e pelo aprofundamento feito por William Herschel. De volta à animação, Herschel mostra a seu filho a constelação do leão. Neste ponto o episódio retoma o oitavo episódio da primeira versão da série, "Travels in Space and Time", quando Sagan visitou a cidade de Vinci, no norte da Itália, onde Einstein começou realizou as primeiras leituras que o conduziriam à teoria da relatividade. Tyson explica os efeitos decorrentes da velocidade da luz e suas implicações em teóricas viagens no tempo e viagens interestelares. De volta à sequência de animação, William Herschel narra para seu filho a história de John Michell (1724-1793), de quem pouco se sabe, mas que foi o autor do primeiro registro conhecido daquilo que hoje se convenciona chamar de buracos negros. Mais uma vez o episódio retoma a primeira versão da série, mostrando os efeitos da gravidade em níveis distintos daqueles encontrados no planeta Terra, mas desta vez sem utilizar como exemplo os personagem da história de Alice no País das Maravilhas, utilizado no nono episódio ("The Lives of Stars") da série original. Tyson apresenta um buraco negro conhecido, o Cygnus X-1, detectado por ser uma intensa fonte de raio-X, bem como o conceito de horizonte de eventos. O episódio se encerra com Tyson recordando a noite de 20 de dezembro 1975, quando conheceu Carl Sagan na localidade de Ithaca, em Nova Iorque. |                                            |                                        |               |                           |                     |
| 05 | Escondido na Luz                           | "Hiding in the Light"                  | Bill Pope     | Ann Druyan e Steven Soter | 6 de abril de 2014  |
| Mozi (479-372 a.C.) foi um dos primeiros nomes importantes na filosofia chinesa e seu livro Contra o Destino. Poucos séculos após sua morte, o primeiro imperador e unificador da China, Qin Shihuang (260-210 a.C.), conhecido especialmente pelo seu Exército de terracota. Ele unificou moedas, medidas e a escrita chinesa. Qin, no entanto, teve uma postura oposta à de Mozi, conduzindo um governo autoritário e avesso ao pensamento científico. Alhazen (965-1040 a.C.) foi um dos pioneiro da óptica, depois de Ptolomeu, sendo um dos primeiros a explicar o fenômeno dos corpos celestes no horizonte. Passa então a tratar das propriedades da luz e da fascinação de Isaac Newton pelo tema, visitando a casa que Newton viveu em sua infância na cidade de Lincolnshire, na Inglaterra. William Herschel e a descoberta do espectro infravermelho. Joseph von Fraunhofer (1787-1826) se tornou órfão aos 11 anos, e começou a trabalhar como aprendiz para um duro vidraceiro chamado Philipp Anton Weichelsberger. Em 1801 a oficina na qual ele estava trabalhando desmoronou e ele foi enterrado nos escombros. A operação de resgate foi liderada por Maximiliano I José da Baviera, que passou a ser seu tutor e deu a ele livros e forçando seu patrão a permitir que o jovem Fraunhofer tivesse tempo para estudar. Abadia de Benediktbeuern, na Bavária, onde foram descobertos os manuscritos medievais de Carmina Burana, de autoria de monges do século XI e que posteriormente foram musicados pelo compositor alemão Carl Orff. O episódio cita erroneamente que os registros da música em si foram encontrados na abadia. Tyson começa a tocar Minueto em G maior, uma canção tradicionalmente atribuída a Bach, mas de autoria retificada atualmente para Christian Petzold. Tyson, contudo, é interrompido para a audição do trecho de "O Fortuna", de Carmina Burana. Encerra falando sobre a limitação da nossa visão, que comparando com o universo da música, seria como se escutássemos apenas uma única oitava. Apresenta então as diversas frequências de luz ao som de Rhapsody in Blue, composição de George Gershwin que combina elementos de música clássica e do jazz. |                                            |                                        |               |                           |                     |
| 06 | Aprofundando                               | "Deeper, Deeper, Deeper Still"         | Bill Pope     | Ann Druyan e Steven Soter | 13 de abril de 2014 |
| O tema central do episódio é o dos mundos que estão além da nossa percepção visual, especialmente o dos átomos. Através da nave da imaginação, DeGrasse viaja para o interior de uma gota de orvalho, onde observa a batalha entre um paramécio e um Dileptus. Passa a acompanhar então um exemplar de tardígrado, analisando como tais animais teriam sobrevivido às cinco grandes extinções em massa do planeta Terra. Fala da importância das plantas e da clorofila, reduzindo ainda mais o tamanho da nave da imaginação para explicar o processo em termos bioquímicos. Fala então das orquídeas, uma das primeiras espécies de flores. A orquídea-cometa (Angraecum sesquipedale), da ilha de Madagascar, fascinou Charles Darwin (1809-1882), que pressupôs que deveria haver um animal capaz de sugar o pólen dessa flor através de longos tubos que alcançassem o fundo dos tubos da orquídea em questão. Esse animal, descoberto apenas no século XX, eram mariposas Sphingidae. Tales de Mileto (624-546 a.C.) como a origem do pensamento filosófico. Demócrito de Abdera (460-370 a.C.), uma vida sem festas é como uma estrada sem fim. Moléculas baseadas em carbono. Super-Kamiokande, um observatório de neutrino no Japão. Wolfgang Pauli (1900-1958) Abul-Simbel, um complexo arqueológico constituído por dois grandes templos escavados na rocha, situados no sul do Egito, onde relata a posição estratégica das estátuas dos deus Ra-Horakhty e Ptah. Sentir a luz solar em seu próprio rosto, como no episódio da primeira versão da série. |                                            |                                        |               |                           |                     |
| 07 | Sala Limpa                                 | "The Clean Room"                       | Brannon Braga | Ann Druyan e Steven Soter | 20 de abril de 2014 |
| O episódio narra a história do geoquímico estadunidense Clair Patterson (1922-1995) e sua busca por estabelecer a idade da Terra por meio do cálculo da quantidade de chumbo em cristais de zircônia. Retoma-se uma das grandes tentativas sistemáticas de se realizar esse tipo de cálculo, feita por James Ussher (1581-1656), mas que baseou-se na morte de Nabucodonosor II, evento relatado na Bíblia, somando a ela as linhas de tempo de outros monarcas. É exibida a grande Cratera de Barringer, no Arizona. Saturnália e envenenamento por chumbo, devido à utilização de chumbo nos aquedutos romanos. Lembra então que o termo "encanador", em inglês plumber, remete à plumbum, "chumbo" em latim. Robert A. Kehoe (1893-1992), um toxicologista estadunidense, foi contratado pela General Motors para enganar a população acerca do chumbo tetraetila que era adicionado à gasolina. Após em logo embate que durou mais de 20 anos, envolvendo ainda o senador Edmund Muskie (1914-1996), o chumbo foi finalmente banido dos produtos de consumo dos Estados Unidos. Clair Patterson é referenciado então como o responsável por uma das maiores vitórias de saúde pública na história do Estados Unidos. Por fim, Tyson lembra que há outros casos em que empresas contratam cientistas para confundir a população, mas no final, não há como enganar a própria natureza. |                                            |                                        |               |                           |                     |
| 08 | As Irmãs do Sol                            | "Sisters of the Sun"                   | Brannon Braga | Ann Druyan e Steven Soter | 27 de abril de 2014 |
| O episódio se inicia retomando a relação dos seres humanos com as estrelas e de como ela se perdeu com o crescimento das grandes e luminosas cidades modernas. Fala das Plêiades, em especial de Alcyone. Tal constelação era utilizada como uma espécie de teste de visão: se alguém pudesse ver seis estrelas dela, era considerado algo normal; caso fosse capaz de ver sete delas, tratar-se-ia de uma visão extremamente apurada. Tyson lembra então os aspectos mitológicos que rodeiam a constelação, que em muitos casos as relacionaram a sete virgens. Para os Kiowas, por exemplo, tratava-se de sete jovens que, fugindo do ataque de ursos, foram salvas pelas forças da natureza, que as colocou a salvo fazendo erguer-se a Torre do Diabo, um proeminente vulcão extinto no estado americano do Wyoming. Para os gregos, as Plêiades era as sete filhas de Atlas que, fugindo do caçador mítico Órion por sete anos, pediram ajuda a Zeus, que as transformou na constelação homônima. Quando Órion morreu devido a uma picada de escorpião, sua conversão na constelação de Órion pode retomar a perseguição. Passando da mitologia à ciência, o episódio passa a narrar a história da equipe de mulheres que trabalhou para o físico e astrônomo Edward Charles Pickering (1846-1919), em especial o caso de Annie Jump Cannon (1863-1941) e Henrietta Swan Leavitt (1868-1921), cujos trabalhos de catalogação foram fundamentais para a atual classificação estelar. Do trabalho delas passa-se para o da astrônoma britânica Cecilia Payne (1791-1867), que teve que enfrentar o descrédito de seu próprio orientador Henry Norris Russell (1877-1957) em relação ao trabalho intitulado "Atmosferas Estelares", atualmente considerado um dos principais estudos de astronomia no século XX. Eta Carinae, uma estrela que se encontra a cerca de 7.500 anos-luz do planeta Terra e que possivelmente encerrará sua vida num evento de hipernova. Caso isso realmente aconteça, sua luz assumiria o brilho equivalente ao de uma segunda lua no hemisfério sul. Encerra o episódio com um brinde a Annie, Cecilia e Henrieta. |                                            |                                        |               |                           |                     |
| 09 | Os Mundos Perdidos do Planeta Terra        | "The Lost Worlds of Planet Earth"      | Brannon Braga | Ann Druyan e Steven Soter | 4 de maio de 2014   |
| Tyson retoma mais uma vez o calendário cósmico. Fala da lignina e de como essas moléculas permitiram às árvores dominarem o planeta. Mas a lignina não era bem decomposta, além do fato de que os cupins demorariam cerca de 100 milhões de anos para surgirem. Assim, as árvores que morriam foram soterradas durante o Carbonífero, há cerca de 300 milhões de anos, e isso permitiu um grande aumento da carga de oxigênio na Terra, fato este que explicaria os insetos de grande proporção que povoaram a Terra naquele período. Tyson visita então as Falésias de Fósseis de Joggins, no Canadá, onde exibe alguns fósseis árvores. Fala então da catástrofe das bactérias que produziam o sulfeto de hidrogênio, um gás venenoso que foi o golpe final para a morte plantas e vegetais. Tyson adentra então ao Hall da Extinção (Halls of Extinction), e descreve o processo que levou à grande extinção da Extinção do Permiano-Triássico. en:Guadalupe Mountains. Alfred Wegener (1880-1930) e sua hipótese de separação continental através da Pangeia e da deriva continental. Bruce C. Heezen (1880-1930) e Marie Tharp (1920-2006). Através da nave da imaginação, Tyson viaja pela Dorsal Mesoatlântica e pela Fossa das Marianas, observando seres bioluminescentes e os processos de quimiossíntese que permitem muitos dos seres vivos dessa região se alimentar. Relata ainda a relevância do sulfeto de hidrogênio que é expelido por vulcões submarinos e que serve de alimento para criaturas microscópicas que habitam a fossa. Palisades. Narra o processo de inundação da bacia do Mediterrâneo há cerca de 5 milhões de anos. Povoamento da América. Tyson encerra o episódio retornando ao "Hall da Extinção", alertando para um sexto corredor ainda sem indicação, que representaria a extinção em massa causada pela própria humanidade num futuro possível. |                                            |                                        |               |                           |                     |
| 10 | O Visionário da Eletricidade               | "The Electric Boy"                     | Bill Pope     | Ann Druyan e Steven Soter | 11 de maio de 2014  |
| A fim tratar das soluções dadas por Michael Faraday (1791-1867) e James Clerk Maxwell (1831-1879), o episódio se inicia com os questionamentos de Isaac Newton (1642-1727) e do ainda jovem Albert Einstein, que indagaram, respectivamente, como o Sol exercia sua força gravitacional e de como os ímãs sua atração magnética. Assim, a história de Faraday é apresentada, retratando-o como um aluno com dificuldades durante a infância, e que teria até mesmo abandonado a escola. Trabalhando como encadernador, aos 21 anos um cliente lhe cedeu um convite para uma apresentação na Royal Institution of Great Britain, em Londres, durante a qual pode assistir ao químico britânico Humphry Davy (1778-1829), famoso por seus experimentos públicos com gases. Em um de seus experimentos laboratoriais, contudo, Humphry Davy feriu seus olhos com a explosão decorrente do manejo inadequado de tricloreto de nitrogênio, tal como ocorrido anteriormente com Pierre Louis Dulong. No caso de Pierre, ele perdeu um olho e dois dedos da mão, e não três dedos como é afirmado no episódio. Humprey Davy precisou então contar com a ajuda de Faraday, que havia anotado avidamente suas apresentações ao longo do tempo. Os dois se tornaram muito próximos, mas Davy não aceitou a proeminência que Faraday assumiu após que seus grandes inventos como o motor elétrico, o gerador e o transformador vieram a público. Ardilosamente, Davy pede a Faraday que estude a produção de vidros ótico da Bavária, a fim de aprimorar a qualidade do equivalente britânico. Faraday, no entanto, não conseguiu descobrir aquilo que Joseph von Fraunhofer (episódio 5) havia conseguido anos antes. Após a morte de Davy, Faraday abandona tal empreitada e assume como diretor do laboratório. Uma de suas muitas contribuições nesse período foi então o estabelecimento de palestras anuais de ciência para jovens, chamadas hoje de Royal Institution Christmas Lectures, que ocorrem até os dias atuais. Dentre as palestras citadas, estão as do próprio Michael Faraday (1855), Robert Stawell Ball (1900), Julian Huxley (1937), Desmond Morris (1964), David Attenborough (1973), Carl Sagan (1977), Richard Dawkins (1991), Susan Greenfield (1994). Efeito Faraday e polarização e Cinturão de Van Allen. James Clerk Maxwell (1831-1879) tem então sua vez. Maxwell observa os escritos sobre os campos de força descritos por Faraday, e se coloca como tarefa dar a eles uma formulação matemática precisa. Ao contrário de Faraday, Maxwell teve uma infância abastada e de formação sólida em matemática. |                                            |                                        |               |                           |                     |
| 11 | Os Imortais                                | "The Immortals"                        | Brannon Braga | Ann Druyan e Steven Soter | 18 de maio de 2014  |
| O tema central deste episódio é o do fim de grandes civilizações; de como isso acorreu no passado e de como a civilização atual pode estar se conduzindo a um fim catastrófico. O episódio se inicia em Uruk, uma das mais antigas cidades do mundo, na região onde hoje se situa o Iraque. A narrativa conduz então à princesa acádia Enheduana (2285–2250 a.C.) e o subsequente relato de Gilgamesh, um dos primeiros registros de uma grande epopeia que se tem conhecimento. Fala-se da construção do muro de Uruk e do encontro de Gilgamesh com o sábio Utnapishtim, que o instruiu a construir uma arca para salvar a si e aos animais de uma grande inundação, num dos muitos exemplos de mito do dilúvio, neste caso cerca de mil anos anterior ao relato da mitologia cristã da arca de Noé. Acerca da fragilidade da preservação da vida em grandes viagens, lembra da teoria de que a vida na Terra tenha sido trazida por meio da queda de meteoros, tudo ao som de Bolero de Ravel, de 1928. Projeto Diana e colapso social, relatando o caso de Uruk, que privilegiava as conquista militares, mas acabaram por se tornar suas vítimas, além do fato do sistema de irrigação ter salgado as terras anteriormente férteis. Grande seca no século XXIII a.C.. Fala do Colapso da civilização maia. Fala da busca por sinais de vida extraterrestre por meio da radioastronomia. Fala da queda do meteorito Nakhla, em 1991, no Egito, cujas origens remeteriam ao planeta Marte. Fala da explosão do vulcão indonésio que deu origem ao lago Toba, na ilha de Sumatra, há cerca de 75 mil anos, que teria sido responsável por um efeito de gargalo na evolução humana. |                                            |                                        |               |                           |                     |
| 12 | O Novo Mundo Livre                         | "The World Set Free"                   | Brannon Braga | Ann Druyan e Steven Soter | 1 de junho de 2014  |
| O décimo segundo episódio se inicia abordando o planeta Vênus e de como o efeito estufa teria sido um dos responsáveis pela grande alteração das condições climáticas naquele planeta. Retoma, dessa maneira, o quarto episódio da primeira versão da série Cosmos, intitulado Heaven and Hell. Tyson descreve como a sonda Venera 13 teria pousado em Vênus no ano de. Fala de como o carbono foi responsável por, que em Vênus está em sua forma gasosa, dióxido de carbono. No caso da Terra, o carbono teria se concentrado principalmente em rochas carbonadas. Fala de algas unicelulares que teriam o dióxido de carbono expelido pelos vulcões terrestre e o converteram em calcário. Sem um oceano, não seria possível captar o dióxido de carbono e convertê-lo em calcário. Cita, como exemplo, as falésias brancas de Dover, na Inglaterra. Fala do efeito benéfico do efeito estufa, mas que deve estar num ponto de equilíbrio. Fala das florestas do hemisfério norte regulam as trocas gasosas, a respiração da Terra. Cita o oceanógrafo Charles David Keeling (1928-2005) conseguiu medir a quantidade de dióxido de carbono na atmosfera terrestre. Fala da radiação infravermelha e sua relação com o efeito estufa, lamentando que o principal resíduo da atividade humana, o CO2, é uma substância que regula o termostato da Terra. Drew Point, no Alasca. Ressalta que o Sol não é a causa do aquecimento da Terra, mas talvez seja a solução. No trecho de animação, Tyson volta à Exposição Universal de 1878, época em que a Estátua da Liberdade estava a ser construída. Na exposição, ocorrida em Paris, Augustin Mouchot (1825-1891) apresentou uma máquina capaz de converter a energia solar em energia cinética. Contudo, com o barateamento do carvão, seus estudos não tiveram financiamento. Cerca de 30 anos depois, Frank Shuman (1862-1918), inventor do vidro de segurança, liderou uma equipe de lidava com a energia solar, e queria irrigar o deserto do Saara utilizando a energia solar. Contudo, no início do século XX o petróleo já estava se disseminando e a primeira guerra mundial fez com que os coletores solares desenvolvidos por Shuman foram reciclados para serem utilizados na guerra. Fala dos arrozais em terraços das Cordilheiras das Filipinas, feitos pelo povo Ifugao e encerra o episódio com um trecho do discurso We choose to go to the Moon, do então presidente Kennedy. |                                            |                                        |               |                           |                     |
| 13 | Sem Medo do Escuro                         | "Unafraid of the Dark"                 | Ann Druyan    | Ann Druyan e Steven Soter | 8 de junho de 2014  |
| O episódio se inicia com uma representação computadorizada da biblioteca de Alexandria, com a qual Tyson interage e dá uma ideia da importância que a biblioteca teve para o conhecimento da humanidade. Em determinado momento, Tyson chega a quase parafrasear trechos do último episódio da primeira versão da série, que também recria a grande biblioteca, muito embora com recursos técnicos limitados à tecnologia da época. Fala então de Eratóstenes (276 a.C.-195/94 a.C.) e do experimento através do qual ele mediu com impressionante grau de precisão a circunferência do globo. Os personagens e temas seguintes são Martin Behaim (1459-1507) e o primeiro globo terrestre, então com apenas três continentes: Europa, África e Ásia; Victor Hess (1862-1918) e a descoberta da radioatividade; Fritz Zwicky (1898-1974) e a descoberta das supernovas e Vera Rubin (1928-) e a matéria escura. O final da série resgata então um trecho do livro Pale Blue Dot, de autoria do autor e apresentador da primeira versão da série, Carl Sagan. Fala do disco dourado da Voyager e do calendário Cósmico. Foto da Terra (Pálido Ponto Azul). Fundamentos do pensamento científico. |                                            |                                        |               |                           |                     |